# Phyllanthus spruceanus
Phyllanthus spruceanus är en emblikaväxtart som beskrevs av Johannes Müller Argoviensis. Phyllanthus spruceanus ingår i släktet Phyllanthus och familjen emblikaväxter. Inga underarter finns listade i Catalogue of Life.